# 劉文煥 (正德進士)
刘文焕（1482年—1528年），字德徵，一字子纬，號蘭村，直隶定州卫軍籍，山西懷仁縣人。

## 生平
治《易經》，行六，由定州學生中式正德二年（1507年）丁卯科順天府鄉試第一百二十七名舉人，年二十七歲中式正德三年（1508年）戊辰科會試第一百九十四名，第二甲第九十九名進士。授兵部车驾司主事，丁母忧。起补礼部主客司主事，遷儀制司员外郎，进主客司郎中，调车驾司郎中，出为東昌府知府。后得罪江彬，十一年（1516年）调任夔州府，罢官归乡。嘉靖七年（1528年）三月去世，年四十七。

## 家族
曾祖刘聚。祖刘忠。父刘傑，字世英，義官。嫡母黄氏、生母王氏。慈侍下。